# 波尔·斯文森
波尔·斯文森（丹麥語：Poul Svendsen，1927年4月21日—），丹麦男子赛艇运动员。他曾代表丹麦参加1952年夏季奥林匹克运动会赛艇比赛，获得男子双人单桨有舵手铜牌。